# 103e régiment d'infanterie territoriale
Le 103e régiment d'infanterie territoriale est un régiment d'infanterie de l'armée de terre française qui a participé à la Première Guerre mondiale.

## Création et différentes dénominations
- Le régiment reçoit son numéro par décret du 19 mars 1875, en prévision de la mobilisation[1]
- 1er août 1914 : Création
- 1er février 1919 : Dissolution

## Chefs de corps
- août - décembre 1914 : Lieutenant-colonel Gand
- décembre 1914 - 4 septembre 1915 : Lieutenant-colonel Duchoquet
- 4 septembre 1915 - 20 octobre 1917 : Commandant, puis Lieutenant-colonel Laurichesse
- janvier 1918 : chef de bataillon Burgelin

## Historique des garnisons, combats et batailles

### Première Guerre mondiale

#### Affectations
- 26e division d'infanterie juillet - décembre 1915
- 120e division d'infanterie de janvier au 18 février 1916
- 10e division d'infanterie coloniale du 18 février
- 42e Division d'Infanterie d'août à novembre 1918

#### 1914
Au déclenchement de la guerre, le régiment est composé de deux bataillons comprenant au total 2614 hommes et 30 officiers.
- 2 - 11 août : constitution à Montbrison, le 11 août départ pour Lyon. Un troisième bataillon issu du 109e régiment d'infanterie territoriale est rattaché au régiment.
- 20 -29 août : mouvement vers le camp de la Valbonne en deux étapes et entrainement.
- 31 août - 31 octobre : retour sur Lyon, au cours du mois de septembre 500 hommes parmi les plus jeunes sont envoyés en renfort au 107e régiment d'infanterie, 500 hommes supplémentaires sont envoyés compléter le 216e régiment d'infanterie.
- 31 octobre - 11 novembre : à partir du 31 octobre, le régiment est doté d'un train de combat, d'un train régimentaire et de deux sections de mitrailleuses.
- 11 novembre - 11 décembre : départ de Lyon, arrivée le 1er décembre dans les environs de Mitry-Mory dans le camp retranché de Paris aux ordres du général Gallieni.
- 11 décembre 1914 - 3 janvier 1915 : mouvement vers le front par Creil et Montdidier.

#### 1915
- 3 janvier - février 1916 : occupation d'une zone du front dans la région d'Erches en alternance avec les troupes du 106e régiment, cantonne vers Warsy et Becquigny.

#### 1916
- 13 avril - 5 août : le régiment est mis à disposition du 1er corps de cavalerie, travaux divers à Marestmontiers, Harbonnières, Vauvillers, Hangest-en-Santerre, Folies et Warvillers. Au cours du mois de juillet, le régiment est mis à disposition du service télégraphique vers Bray-sur-Somme, puis s'occupe du service de la gare de Marcelcave.
- 5 août - décembre : Le régiment est transféré de la 6e armée à la 10e armée pour s'occuper du service des gares de La Flaque et de Cayeux-en-Santerre. Le régiment quitte le secteur par train les 22 et 29 décembre pour être transporté sur Calais et Dunkerque.

#### 1917
- 16 mars : le régiment intègre le groupe des régiments territoriaux indépendants, les 4e et 8e compagnies sont dissoutes.
- 28 avril - 6 août : chargé de la défense des côtes entre Sangatte et Les Petites Hemmes.
- 20 octobre : réorganisation du régiment, formé d'un seul bataillon.

#### 1918
- janvier : le régiment est rattaché comme réserve à la 133e division d'infanterie et cantonne dans le secteur Nieuport à West-Cappel, la 8e compagnie est remplacée par une seconde compagnie de mitrailleuses.
- 27 mars : le régiment cantonne à Morisel, puis mise en défense de Moreuil.
- 29 mars : occupation de tranchées à la lisère est du bois de la côte 106. Sous l'effet d'un fort bombardement, le bataillon est disloqué. Ralliement le lendemain sur Remiencourt.
- 30 mars - 10 avril : retrait du front, mouvement par étapes par Velennes, Guizancourt, Sentelie puis mouvement par VF vers Esquelbecq où le bataillon effectue des travaux de manutention de vivres et de munitions.
- 19 juin : mouvement par VF vers Moivrons, le bataillon cantonne dans la région de Nancy.
- 31 juillet - 8 août : le bataillon est transporté par VF vers Rothois. Le 8 août le bataillon est transformé en bataillon de pionniers. La compagnie de mitrailleuses forme avec la compagnie de mitrailleuses du 14e régiment d'infanterie territoriale le 36e bataillon de mitrailleuses.
- 8 - 31 août : le bataillon est rattaché à la 1re armée, il est employé à réparer les routes dans la région de Montdidier.
- 31 août - 12 octobre : mouvement vers Nancy où le bataillon effectue divers travaux.
- 18 octobre - 11 novembre : mouvement vers Tilloy-et-Bellay, Perthes-lès-Hurlus et Contreuve. Au cours du mois de novembre le bataillon se déplace sur Saralbe. Le 1er février 1919, le bataillon est dissous.

## Drapeau
Il ne porte aucune inscription.

### Sources et bibliographie
- 103e régiment d'infanterie territorial : Historique du régiment pendant la guerre : extrait du journal de marches et opérations, Montbrison, Serre, 1920, 32 p., lire en ligne sur Gallica.